# Мурсвил (Индијана)
Мурсвил (енгл. Mooresville) град је у америчкој савезној држави Индијана.

## Демографија
По попису из 2010. године број становника је 9.326, што је 53 (0,6%) становника више него 2000. године.
| Група             | 2000.         | 2010.         |
| Белци             | 9.089 (98,0%) | 9.032 (96,8%) |
| Афроамериканци    | 8 (0,1%)      | 26 (0,3%)     |
| Азијати           | 37 (0,4%)     | 44 (0,5%)     |
| Хиспаноамериканци | 67 (0,7%)     | 100 (1,1%)    |
| Укупно            | 9.273         | 9.326         |